# Charlotta Elisabeth van der Lith
Charlotta Elisabeth van der Lith, född 21 november 1700 i Haag, död 5 augusti 1753 i Paramaribo, var guvernörsfru i Surinam 1724–1737, under tre guvernörer, plantageägare och ledare för oppositionspartiet Cabale 1742–1753.    
Dotter till Diederich van der Lith (1660–1723), luthersk präst, professor i filosofi, och Elisabeth Baldina Helvetius (1679–1748). Gift 1722 med Hendrik Temming (1680–1727) guvernör i Surinam, 1729 med Charles Emilius Hendrik de Cheusses, (1702–1734), guvernör i Surinam, den 2 mars 1737 med Joan Raye (1698–1737), guvernör i Surinam, den 7 januari 1742 med Antoine Audra, präst, och den 27 maj 1748 i Paramaribo med Martin Louis Duvoisin (d. 1751), präst. 
Hon ärvde vid sin första makes död en plantage i Surinam, och hon blev en förmögen plantageägare genom sin skötsel av den. Hon kvarblev i guvernörsresidenset sina två första makars död och gifte sig varje gång med näste guvernör som anlände; 1735 lät hon bygga om guvernörsresidenset i sten. De nederländska bosättarna förenade sig under denna tid i ett parti, kallat Cabale, som stod i opposition till guvernören och statsmaktens påbud, och från 1742 agerade Lith som Cabales främsta företrädare gentemot guvernören Jan Jacob Mauricius: 1747 utsåg Cabale-partiet under ledning av "den berömda Madame du Voisin", som hon då hette, advokaten Solomon du Plessis (1705-1785), far till Susanna du Plessis, för att föra deras talan i Nederländerna och lyckades 1751 åstadkomma att Mauricius avsattes. 
Historieskrivningen om Lith har baserats främst på Mauricius subjektiva rapportering om hennes oppositionsarbete, där hon beskrivs som centrum för Surinams politiska intriger. 